# قاصر غير مصحوب
قاصر غير مصحوب هو طفل بدون وجود وصيّ قانوني. ويستخدم هذا المصطلح في قانون الهجرة وسياسات شركات الطيران. ويختلف التعريف المحدد من دولة إلى أخرى ومن شركة طيران لأخرى.

## قانون الهجرة
يعرف القصّر غير المصحوبين، المعروفون أيضًا بالأطفال المنفصلين عن ذويهم، في قانون الهجرة  عمومًا بأنهم الرعايا الأجانب أو الأشخاص عديمي الجنسية دون سن الثامنة عشرة الذين يصلون على إقليم دولة غير مصحوبين بشخص بالغ مسؤول عنهم، وطالما أنهم غير داخلين بشكل فعال في رعاية مثل هذا الشخص البالغ. ويشمل القصّر غير المصحوبين؛ الذين تركوا بعد دخولهم أراضي الدولة.
شهدت معظم الدول الأوروبية وأمريكا الشمالية زيادة في تدفق القصّر غير المصحوبين. وغالبية القاصرين هم من الذكور، تتراوح أعمارهم بين 15 و18 عامًا، من أفغانستان والعراق وغرب ووسط إفريقيا والصومال. ويتقدم معظمهم بطلب اللجوء بعد وصولهم إلى الدولة المستقبلة.
القليل من الدول بها إجراءات ثابتة لمنع اللجوء للفصل في حالات القصّر غير المصحوبين. تخضع معظم الحالات في إسبانيا لإجراء منع اللجوء. في الولايات المتحدة ، بالإضافة إلى اللجوء، يجوز لمجموعة معينة من القصّر غير المصحوبين المستضعفين التأهل للحصول على تأشيرة T (ضحايا الاتجار) أو تأشيرة U (ضحايا الجريمة) أو حالة الأحداث المهاجرين الخاصة (طفل مُستَغل، أو مُهمَل، أو متشرد)

## سياسة شركات الطيران
في سياسة شركات الطيران، القاصر غير المصحوب هو راكب الطائرة الذي يتراوح عمره بين 5 و14 عامًا (تختلف لوائح شركة الطيران) الذي يسافر دون مرافقة شخص بالغ. يقوم أحد الوالدين أو الوصي الذي يطلب هذه الخدمة بتعبئة نموذج إعفاء، الذي يحدد وصيًا آخر سوف يستقبل القاصر في المطار الوجهة. ويكون موظفو شركة الطيران مسؤولين عن مرافقة الطفل خلال إجراءات المغادرة والجمارك والصعود إلى الطائرة في الوقت المناسب. وقد تكون هناك رسوم مستحقة لهذه الخدمة.
خلال الرحلة، لا يتم منح أي اهتمام خاص للقاصر حتى تدخل الرحلة مرحلة الهبوط الأخيرة إلى الوجهة. عند الهبوط، يتم نقل القاصر غير المصحوب إلى أقرب مخرج، قد يكون الخاص برجال الأعمال أو الدرجة الأولى، وبذلك يمكن أن يترك القاصر الطائرة في أول فرصة ويُنقل إلى موظفي المطار المحليين. وبعد إنهاء إجراءات الدخول والجمارك، يتم تسليم الطفل للشخص البالغ المحدد في النموذج فقط.
بعض شركات الطيران لديها سياسات جلوس قصّر غير مصحوبين مثيرة للجدل، والتي تميز ضد الركاب الذكور البالغين على أساس الجنس. تمنع هذه السياسات القصّر غير المصحوبين من الجلوس بجوار الذكور البالغين، وقد أدت هذه السياسة إلى انتقادات كبيرة وإجراءات قانونية ناجحة.
بعض شركات الطيران لا تنقل القصّر غير المصحوبين.

## في الثقافة الشعبية
كان فيلم عام 2006 القصّر غير المصحوبين عن فريق من ستة قاصرين غير مصحوبين.

## وصلات خارجية
- UNHCR: Vulnerable Groups, Unaccompanied Minors
- United Airlines: Children Traveling Unaccompanied